# Station Digne
Station Digne is een spoorwegstation in de Franse stad Digne-les-Bains. Het station werd in 1876 geopend door de PLM, als eindpunt van de spoorlijn vanuit Saint-Auban. Vanaf 1891 werd het station ook bediend door de smalspoorlijn van de Compagnie des chemins de fer du Sud de la France (SF) naar Nice. Deze lijn is later over genomen door de Chemins de fer de Provence (CP). In 1989 werd de lijn naar Saint-Auban buiten gebruik gesteld.

## Foto's

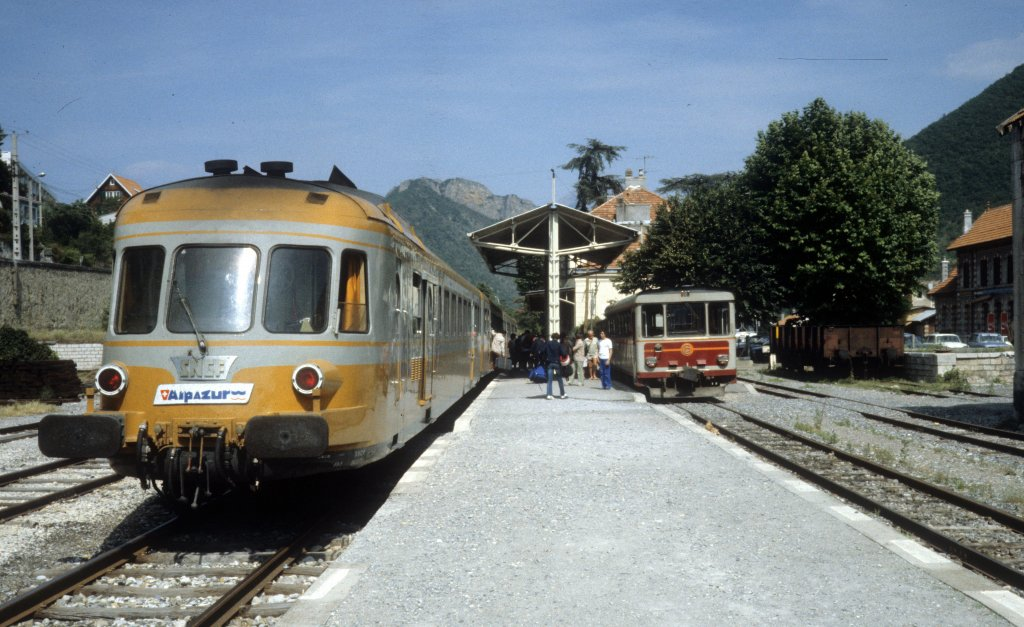
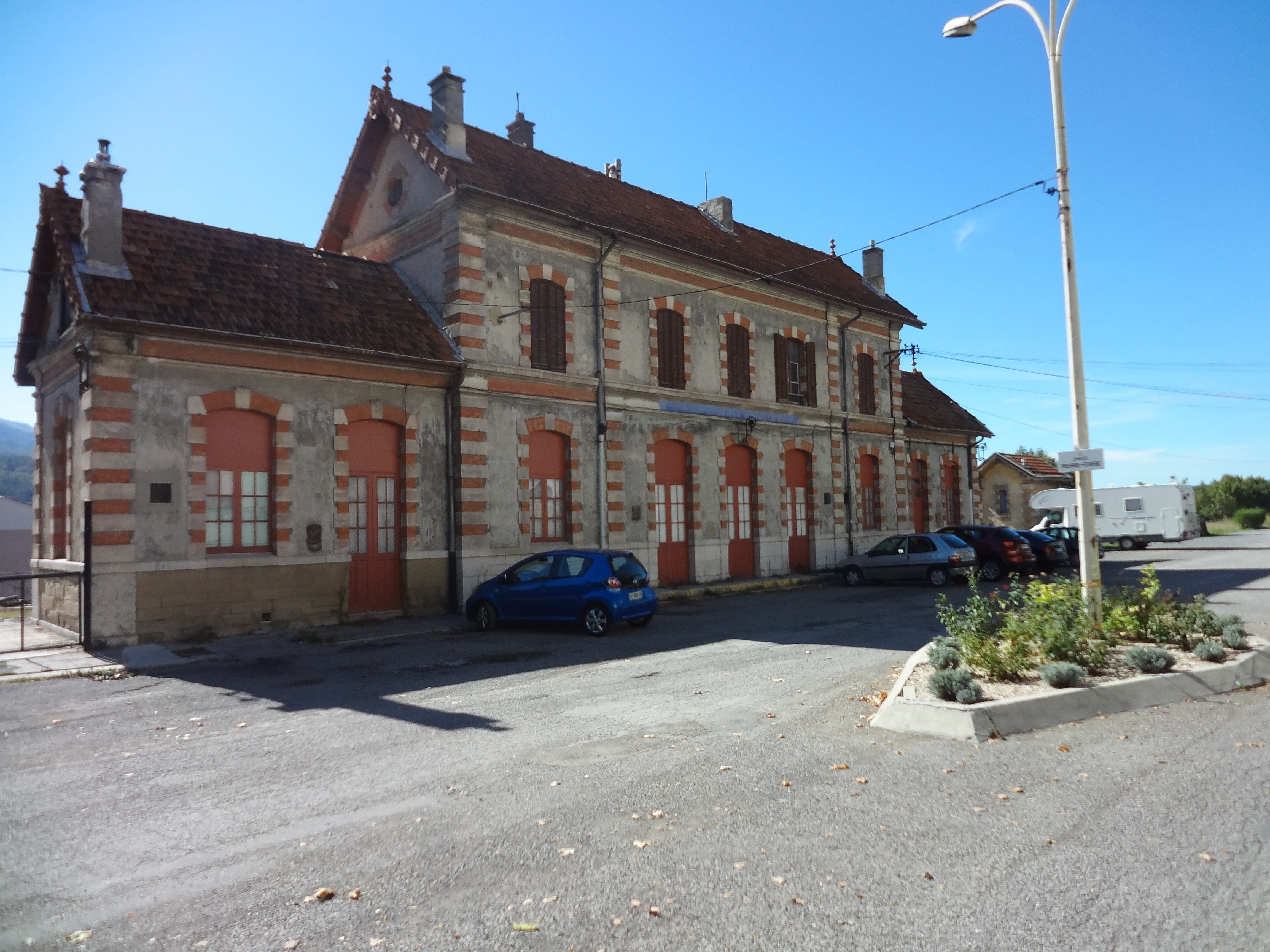
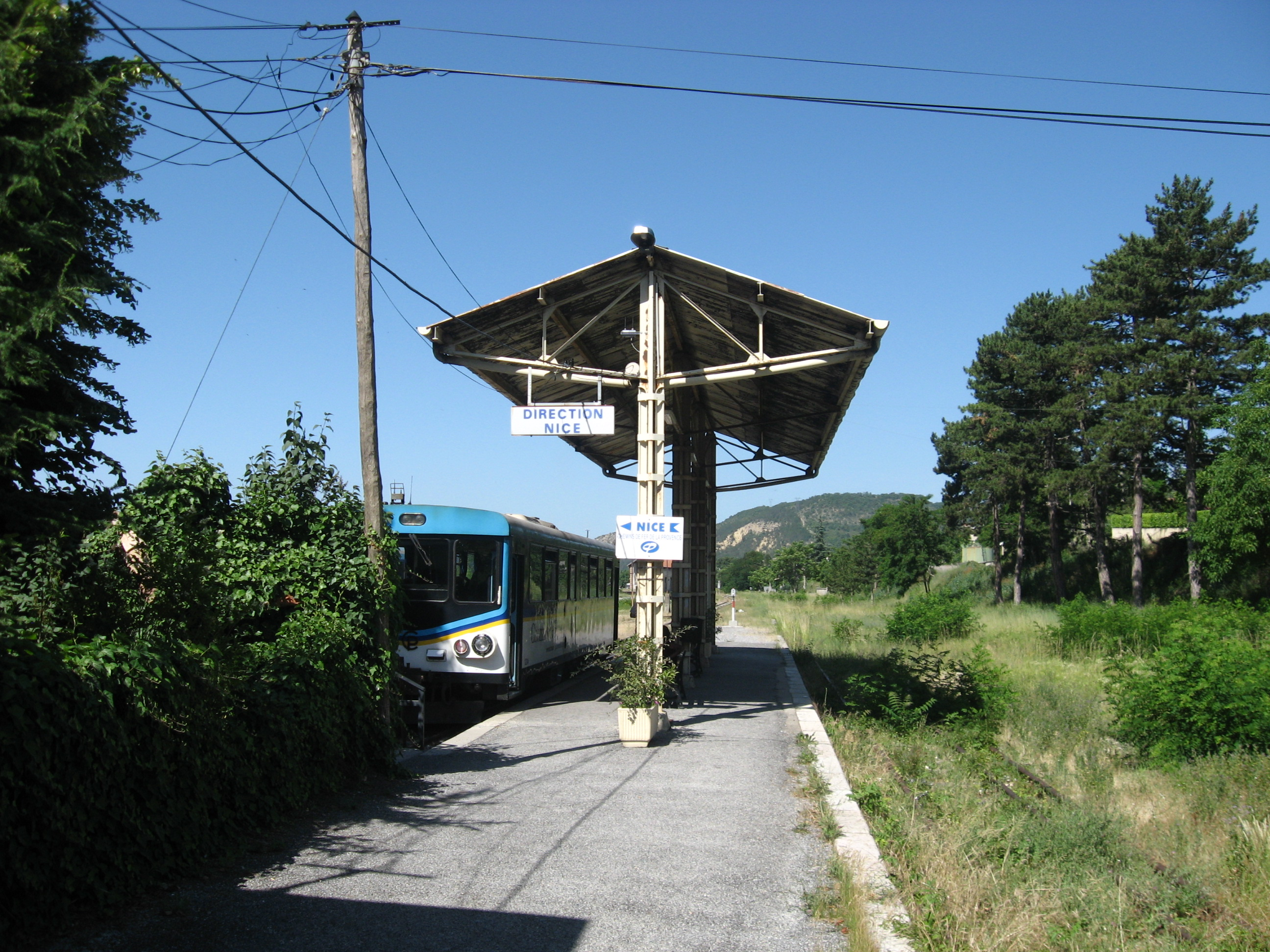
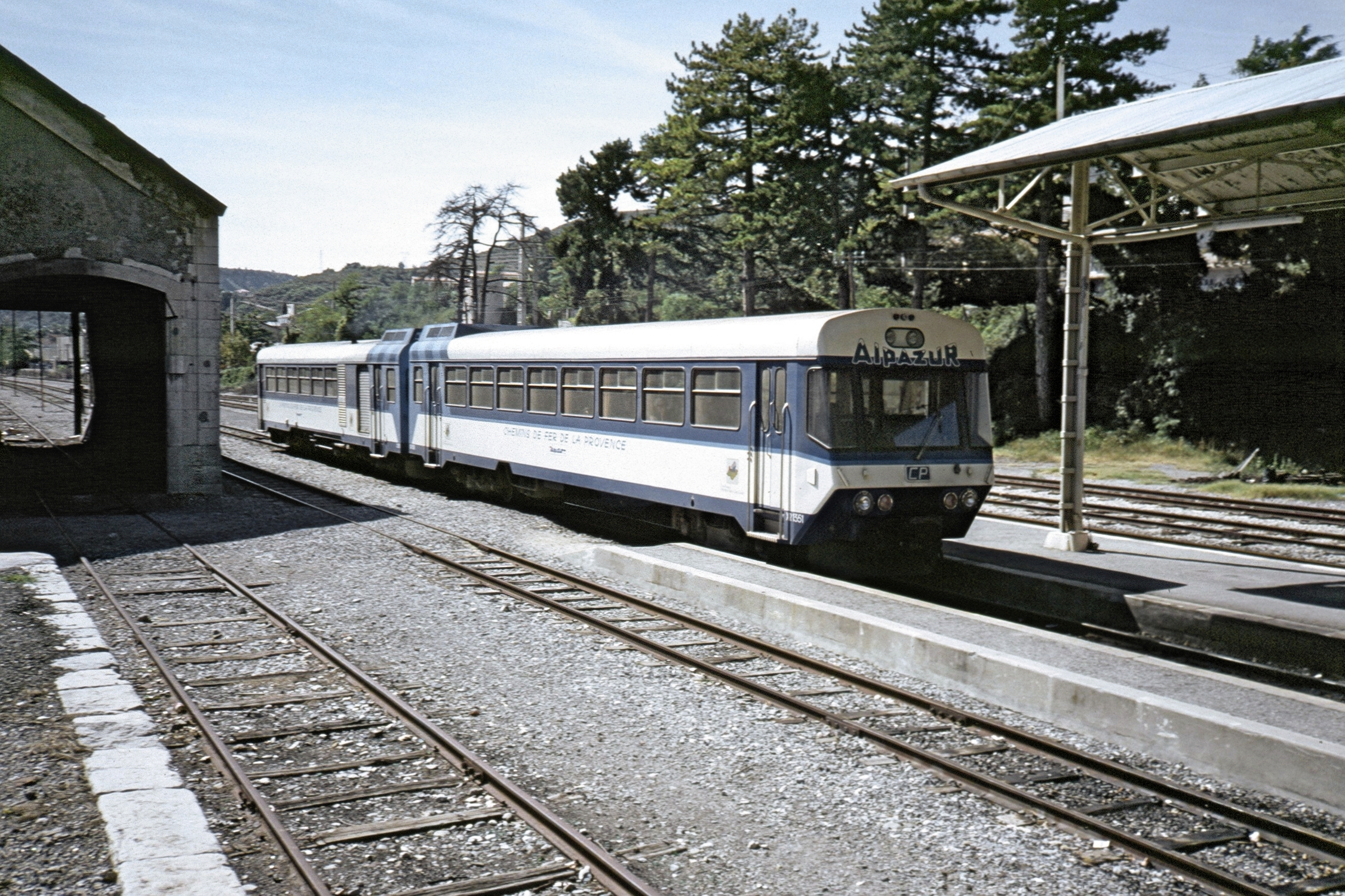
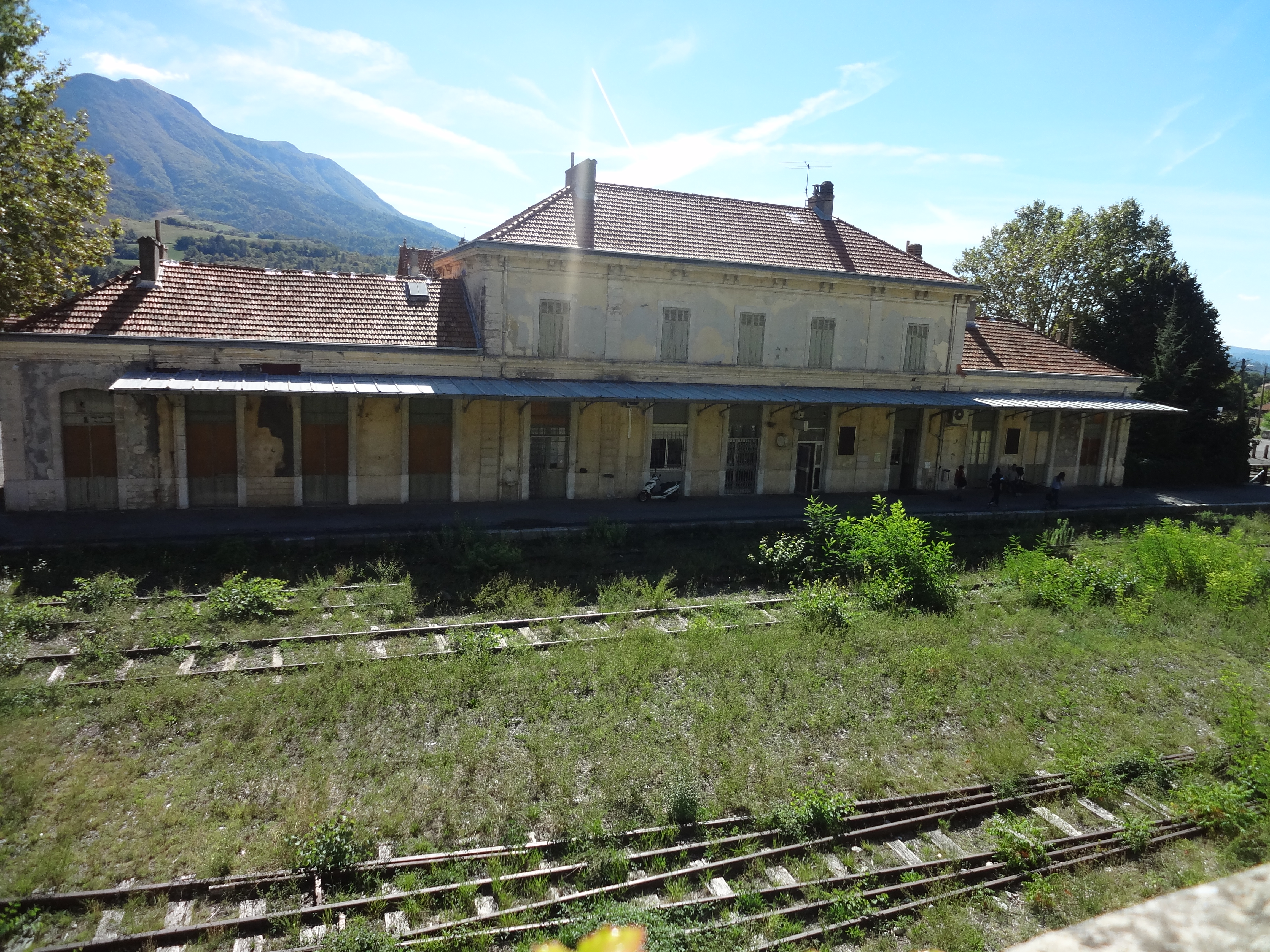
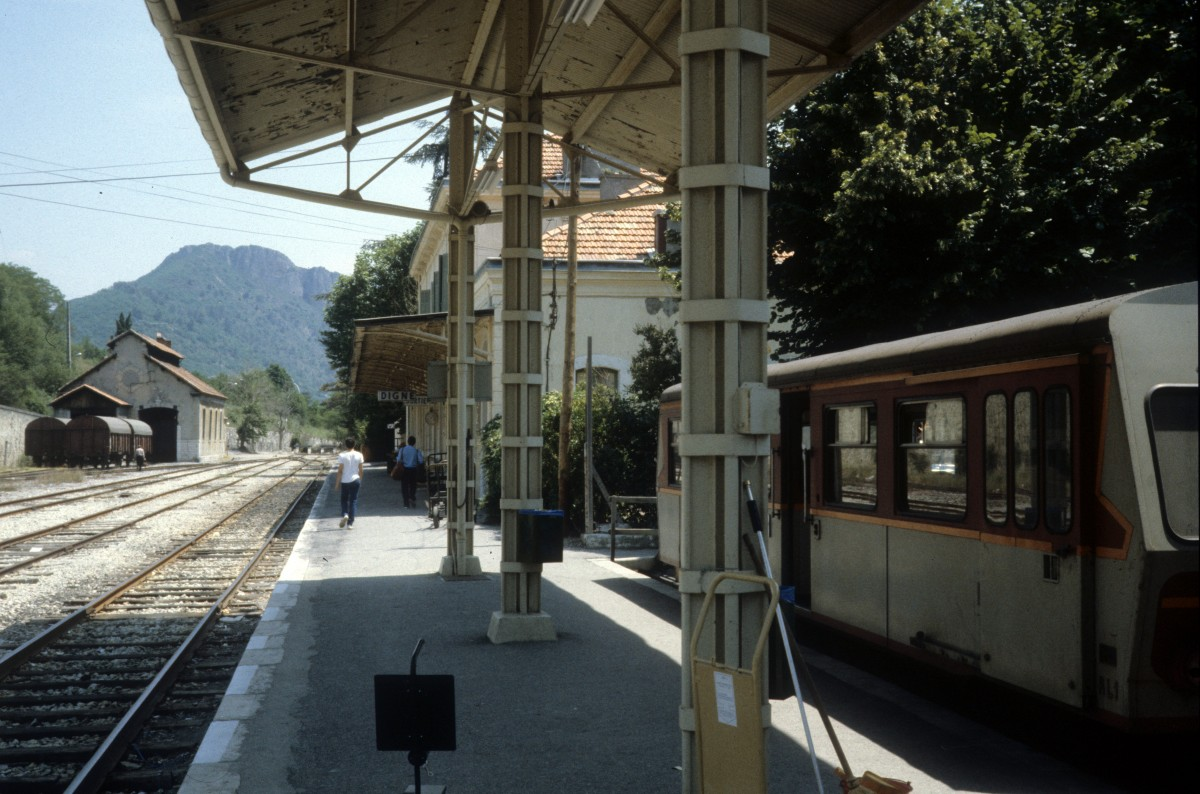
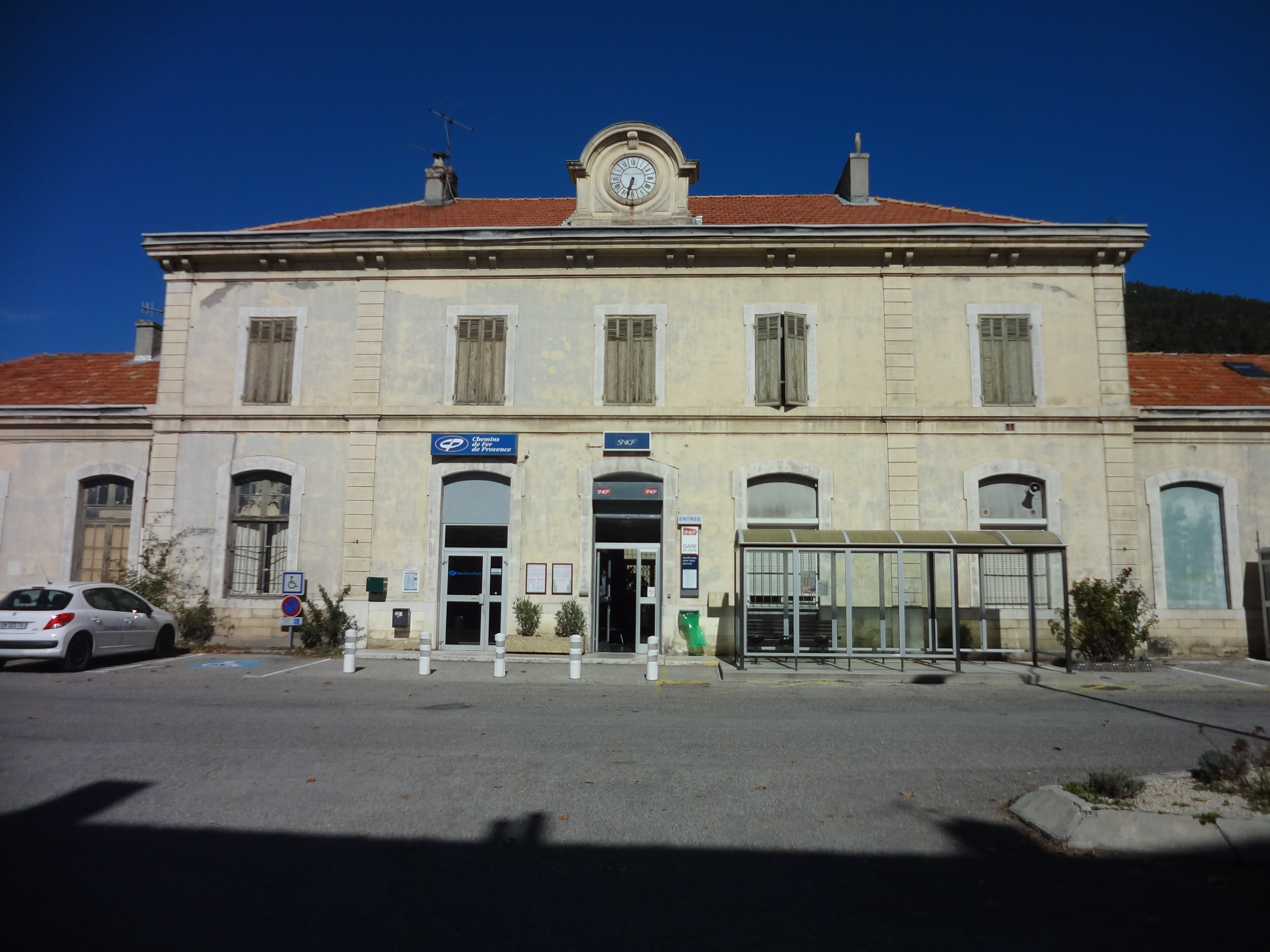